# Мена (Украина)
Ме́на (укр. Ме́на) — город в Корюковском районе Черниговской области Украины, административный центр Менской городской общины. До 17 июля 2020 года был административным центром Менского района.

## Географическое положение
Город расположен на реке Мена, на трассе регионального значения P12 (между Черниговом и Новгород-Северским). Имеет железнодорожную станцию

## История
Название происходит от реки, вероятно, балтского происхождения.
На территории Мены обнаружены поселения эпохи бронзы (2 тыс. лет до н. э.), юхновской культуры (6—3 века до н. э.), раннеславянские (1—5 век), времён Киевской Руси (10—13 век), городище 11—13 веков, а также 7 курганов, среди которых известная «Юркова могила» (11—12 века).
Мена впервые упоминается в письменных источниках в 1408 году. Первое достоверное известие о наличии здесь фортификаций относится к 1633 году. В середине XVII века для защиты от татарских нападений был сооружён земляной вал с дубовой стеной, тремя воротами и двумя башнями. Укрепление имело 7 выходов к реке.

### 1666—1917
В 1654 году в составе Левобережной Украины Мена вошла в состав Русского государства, являлась сотенным городком сначала Нежинского и Черниговского полка. Городок пользовался Магдебургским правом, действовали кузнечный, сапожный цеха, развивалось гончарное производство.
С 1782 года Мена в составе Сосницкого уезда Черниговского наместничества, с 1797-го — волостной центр Малороссийской губернии, с 1802 — Черниговской губернии.
В XVIII веке в Мене действовала казацкая школа, с XIX века — приходская. В 1689 году была построена деревянная Михайловская церковь (сгорела в 1852), в 1707 — Николаевская, в 1780 — Троицкая, в 1804 — Рождества Богородицы, в 1839 — Алексеевская каменная (не сохранились).
В середине XIX века насчитывалось 300 дворов, 3460 жителей.
В 1874 году через Мену была проложена железная дорога.
В 1896 году здесь насчитывалось 835 дворов и 5887 жителей, действовали маслобойня, школа, земская больница, аптека, три церкви, синагога и еврейский молитвенный дом. В окрестностях Мены и уезде выращивали табак.

### 1918—1991
В конце декабря 1917 года здесь была установлена Советская власть, в дальнейшем селение оказалось в зоне боевых действий гражданской войны.
С 1923 года Мена — посёлок, центр Конотопского округа, с 1932 — районный центр Черниговской области.

### 1941—1945
8 сентября 1941 года Мена была оккупирована немецкими войсками.
С ноября 1941 по 13 сентября 1943 г. в городе действовала тюрьма, через которую прошло около 600 человек, которые составляли советские партийные активисты, евреи и лица совершившие бытовые преступления. Тюрьма (подчинённую немецком управлению коменданта города) была обустроена в помещении бывшей гостиницы, в подвале полиции.

#### Уничтожение нацистами гражданского населения
После захвата города новая власть провела перепись населения, особое внимание было уделено евреям. Уже 15 сентября 1941 г. силами вспомогательной полиции было обнаружено и расстреляно 31 человек. В ноябре 1941 г. несколько сотен евреев были уничтожены в Коропе, Городне, Борзне и Мене. В Мене 20 декабря 1941 г. оккупанты уничтожили 56 человек еврейской национальности.

#### Партизанское движение
Несколько десятков жителей города и района участвовали в подпольно-партизанском движении. Среди них особое место занимают: Е. Чуянов, Н. Кузуб, Я. Мартыненко, С. Сидорец. В Менском районе действовали партизанские отряды им. И. Богуна (командир Е. М. Бочаров) и им. Б. Хмельницкого (командир И. Ю. Гронь). 18 октября 1941 г. партизаны отрядов М. Попудренко и О. Федорова-Балицкий Романов и Полищук (им помогал житель с. Величковка И. Я. Репьях) взорвали железнодорожный мост возле Мены. Были организованы подпольные группы В С. Макошино (М. Нагорный), Мене (Ф. Руденко), с. Синявка (Ювженко, Петрик) и с. Городище (П. Вонарх, П. Шабел). Среди партизан, подпольщиков, связистов района были и женщины: Г. П. Босенко, Л. М. Удовенко, Г. И. Прищепа, О. М. Лукьянова, А. Н. Подзолкина, Г. Е. Подласа, Н. Н. Сахута, А. Ю. Петрикей, В. М. Пацюк. Известны имена партизан героев пионеров и комсомольцев: Лени Босенко, Сашки Галиченка, Нины и Владимира Бебехов, Ивана и Михаила Березкунов, Ивана Салеха, Александра Тищенко, Надежды Тищенко, Василия Устименко.

#### Освобождения города
18 сентября 1943 года город освобождён частями 16-й гвардейской кавалерийской дивизии РККА (командир гвардии полковник Г. А. Белов), 7-го кавалерийского корпуса 61-й армии Воронежского фронта. Первым в город вошёл 58-й кавалерийский полк гвардии майора Т. Т. Кусимова. В авангарде шёл эскадрон гвардии старшего лейтенанта В. Б. Гранитова, погибшего накануне, во время освобождения с. Жовтневое (теперь Покровское). В ходе освобождения Мены, было взято в плен 150 человек и увлечённо военный эшелон с оружием и боеприпасами. В тот день (18 сентября 1943 г.) были освобождены и другие населённые пункты Менщины: Ушня, Максаки, Остаповка, Куковичи и Макошино. За боевую доблесть и роль в освобождении нашего края 16-й гвардейской кавалерийской дивизии было присвоено звание Черниговская.
С войны не вернулось более 9 тыс. жителей города и района.
В 1967 г. в центре города был открыт обелиск славы с вечным огнём (и закопанной капсулой для потомков 2066 г.) в честь менян которые не вернулись с войны.
В 1975 г. открыли памятник неизвестному солдату, возле кургана которого стояла подбитая противотанковая пушка, оставленная советскими воинами в 1943 г.
За проявленный героизм и мужество 5600 жителей района и города было отмечено боевыми наградами. Звание Герой Советского Союза было присвоено командиру стрелкового батальона майору П. И. Лишафаю из Березны, командиру артдивизиона капитану И. С. Осипенко с Максаки и командиру взвода ПТР, лейтенанту И. Ф. Сапоненку из села Гусавка.

### 1945—1991
В 1953 году в посёлке действовали табачно-ферментационный завод, маслодельный завод, мукомольное предприятие, инкубаторно-птицеводческая станция, средняя школа, семилетняя школа, две начальные школы, Дом культуры, библиотека, кинотеатр и стадион.
В январе 1959 года численность населения составляла 7373 человек.
В начале 1960-х годов был построен межколхозный льнопенькозавод.
В 1966 году Мена получила статус города.
В 1976 г. был открыт зоопарк.
В 1979 г. открыт санаторий «Остреч».
По состоянию на начало 1981 года здесь действовали табачно-ферментационный завод, маслодельный завод, плодоконсервный завод, завод продтоваров, хлебный завод, комбикормовый завод, цех Черниговской опытно-экспериментальной фабрики лозовых изделий, элеватор, райсельхозтехника, райсельхозхимия, комбинат бытового обслуживания, 3 общеобразовательные школы, музыкальная школа, спортивная школа, больница, Дом культуры, 3 библиотеки, кинотеатр, 2 клуба, краеведческий музей и зоопарк.
В 1984—1987 гг. здесь был построен и введён в эксплуатацию сыродельный комбинат.
В январе 1989 года численность населения составляла 13 120 человек, основой экономики в это время являлись предприятия пищевой промышленности.

### После 1991
В мае 1995 года Кабинет министров Украины утвердил решение о приватизации находившихся в городе АТП-17442 и комбикормового завода, в июле 1995 года — решение о приватизации завода продтоваров.
Постановлением Верховного совета Украины № 2644-III от 11.07.2001 года «Про изменение границ города Мена Менского района Черниговской области» (Про зміну меж міста Мена Менського району Чернігівської області) в черту города были включены 533,4 га земель Менского горсовета и утверждены границы города с общей площадью 1 568,4 га.

## Население
По состоянию на 1 января 2013 года численность населения составляла 12 264 человек.

### Языковой состав
Родной язык населения по данным переписи 2001 года:
| Язык       | Численность, чел. | Доля     |
| ---------- | ----------------- | -------- |
| Украинский | 12 174            | 96,70 %  |
| Русский    | 365               | 2,90 %   |
| Другие     | 51                | 0,40 %   |
| Итого      | 12 590            | 100,00 % |

## Экономика

### Промышленность
- Менское хлебоприёмное предприятие
- Менский сыродельный комбинат
- Нептун — производство бутилированной воды
- Мена-ПАК — производитель гофрокартона и гофротары
- Мена Хлеб

### Сфера обслуживания
- Гостиница «Олимп»
- Санаторий «Остреч»
- Детский летний лагерь «Сказочный»

## Транспорт
- железнодорожная станция[11][12] на линии Бахмач — Гомель[8] Юго-Западной железной дороги.

До 2018 года функционировала автостанция

## Образование и спорт
- 2 школы
- 3 детских сада
- Стадион

## Здравоохранение
- Больница
- Поликлиника
- Санэпидемстанция
- 5 аптек
- Лаборатория ветеринарной медицины

## Культура
- Менский краеведческий музей
- Менский зоологический парк
- Районная художественная галерея (в доме культуры, 2-й этаж)
- Центр Культуры и Досуга Молодёжи (ЦКДМ)[22]

### Памятники и достопримечательности
- Мемориал-обелиск славы воинов-освободителей Великой Отечественной войны.
- Памятник героям ликвидации последствий аварии на Чернобыльской АЭС. (2011 г.)
- Памятник воинам-афганцам возле местногозакрытого кинотеатра. (2011 г.)

### Культурные мероприятия
- Троицкая ярмарка — проводится каждый июнь в зеленое воскресенье. В рамках ярмарки также проходит художественный фестиваль гончаров «Куманец»;

## Известные уроженцы и жители
- Аграновский Абрам Давидович (1896—1951) — советский журналист и писатель, участник Первой мировой и Гражданской войн.
- Варфоломей (Любарский) (1699—1774) — епископ Русской православной церкви, епископ Вятский и Великопермский.
- Волович, Хава Владимировна (1916—2000) — писатель, актриса, режиссёр.
- Мельникова, Ирина Николаевна (1918—2010) — советский и украинский историк. Доктор исторических наук, профессор. Член-корреспондент АН УССР.
- Могила, Андрей Андреевич (1630—1689) — гетман Украины в 1684—1689 годах

## Галерея

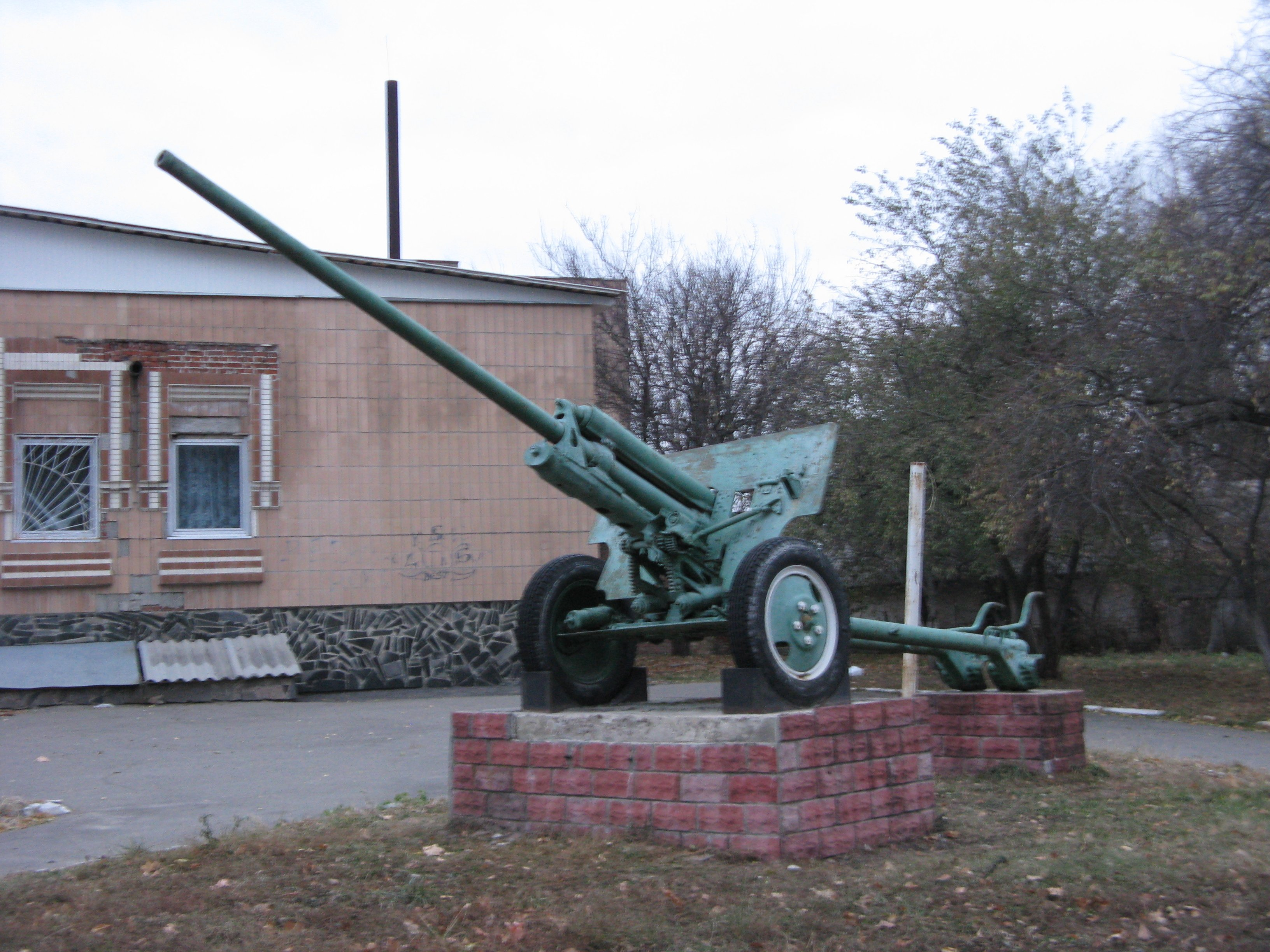
Памятник воинам-освободителям